# CD209
CD209 (англ. CD209 molecule) – білок, який кодується однойменним геном, розташованим у людей на короткому плечі 19-ї хромосоми. Довжина поліпептидного ланцюга білка становить 404 амінокислот, а молекулярна маса — 45 775.
| 10         |  | 20         |  | 30         |  | 40         |  | 50         |
| ---------- |  | ---------- |  | ---------- |  | ---------- |  | ---------- |
| MSDSKEPRLQ |  | QLGLLEEEQL |  | RGLGFRQTRG |  | YKSLAGCLGH |  | GPLVLQLLSF |
| TLLAGLLVQV |  | SKVPSSISQE |  | QSRQDAIYQN |  | LTQLKAAVGE |  | LSEKSKLQEI |
| YQELTQLKAA |  | VGELPEKSKL |  | QEIYQELTRL |  | KAAVGELPEK |  | SKLQEIYQEL |
| TWLKAAVGEL |  | PEKSKMQEIY |  | QELTRLKAAV |  | GELPEKSKQQ |  | EIYQELTRLK |
| AAVGELPEKS |  | KQQEIYQELT |  | RLKAAVGELP |  | EKSKQQEIYQ |  | ELTQLKAAVE |
| RLCHPCPWEW |  | TFFQGNCYFM |  | SNSQRNWHDS |  | ITACKEVGAQ |  | LVVIKSAEEQ |
| NFLQLQSSRS |  | NRFTWMGLSD |  | LNQEGTWQWV |  | DGSPLLPSFK |  | QYWNRGEPNN |
| VGEEDCAEFS |  | GNGWNDDKCN |  | LAKFWICKKS |  | AASCSRDEEQ |  | FLSPAPATPN |
| PPPA       |  |            |  |            |  |            |  |            |

A: Аланін

C: Цистеїн

D: Аспарагінова кислота

E: Глутамінова кислота

F: Фенілаланін

G: Гліцин

H: Гістидин

I: Ізолейцин

K: Лізин

L: Лейцин

M: Метіонін

N: Аспарагін

P: Пролін

Q: Глутамін

R: Аргінін

S: Серин

T: Треонін

V: Валін

W: Триптофан

Кодований геном білок за функціями належить до рецепторів клітини-хазяїна для входу вірусу, рецепторів. 
Задіяний у таких біологічних процесах, як клітинна адгезія, адаптивний імунітет, імунітет, вроджений імунітет, взаємодія хазяїн-вірус, ендоцитоз, альтернативний сплайсинг. 
Білок має сайт для зв'язування з іонами металів, іоном кальцію, лектинами. 
Локалізований у клітинній мембрані, мембрані.
Також секретований назовні.